# Beni Ouarsous
 (décembre 2011).
Si vous disposez d'ouvrages ou d'articles de référence ou si vous connaissez des sites web de qualité traitant du thème abordé ici, merci de compléter l'article en donnant les références utiles à sa vérifiabilité et en les liant à la section « Notes et références ».
Beni Ouarsous (en arabe : بني وارسوس et en langue libyque locale Aït Warsauss ⴰⵉⵟⵡⴰⵔⵙⵓⵙ) est une commune de la wilaya de Tlemcen au nord de l'Algérie. En 2008, elle compte 12 110 habitants et son chef-lieu est Bord Arima qui constitue le seul centre urbain de la commune.

## Géographie

### Situation
Le territoire de la commune de Beni Ouarsous est situé au nord de la wilaya de Tlemcen et s'étend sur 171 km2, ce qui en fait l'une des plus vastes de la wilaya. La ville de Bordj Arima, chef-lieu de la commune, est située à environ 30 km à vol d'oiseau au nord-ouest de Tlemcen.
| Honaïne    | Beni Khellad  | Remchi |
| Nedroma    | Beni Ouarsous | Remchi |
| Aïn Kebira | Fellaoucene   | Zenata |

### Relief et hydrologie
Beni Ouarsous est située dans une région montagneuse du massif oriental des monts des Trara, à une altitude moyenne variant de 200 m à 900 m. Le principal cours d'eau traversant la commune est l'oued Boukio (20 km) et irrigue un bassin de 90 km2 ainsi que l'oued Alkhiar (appelé aussi oued Dahman).

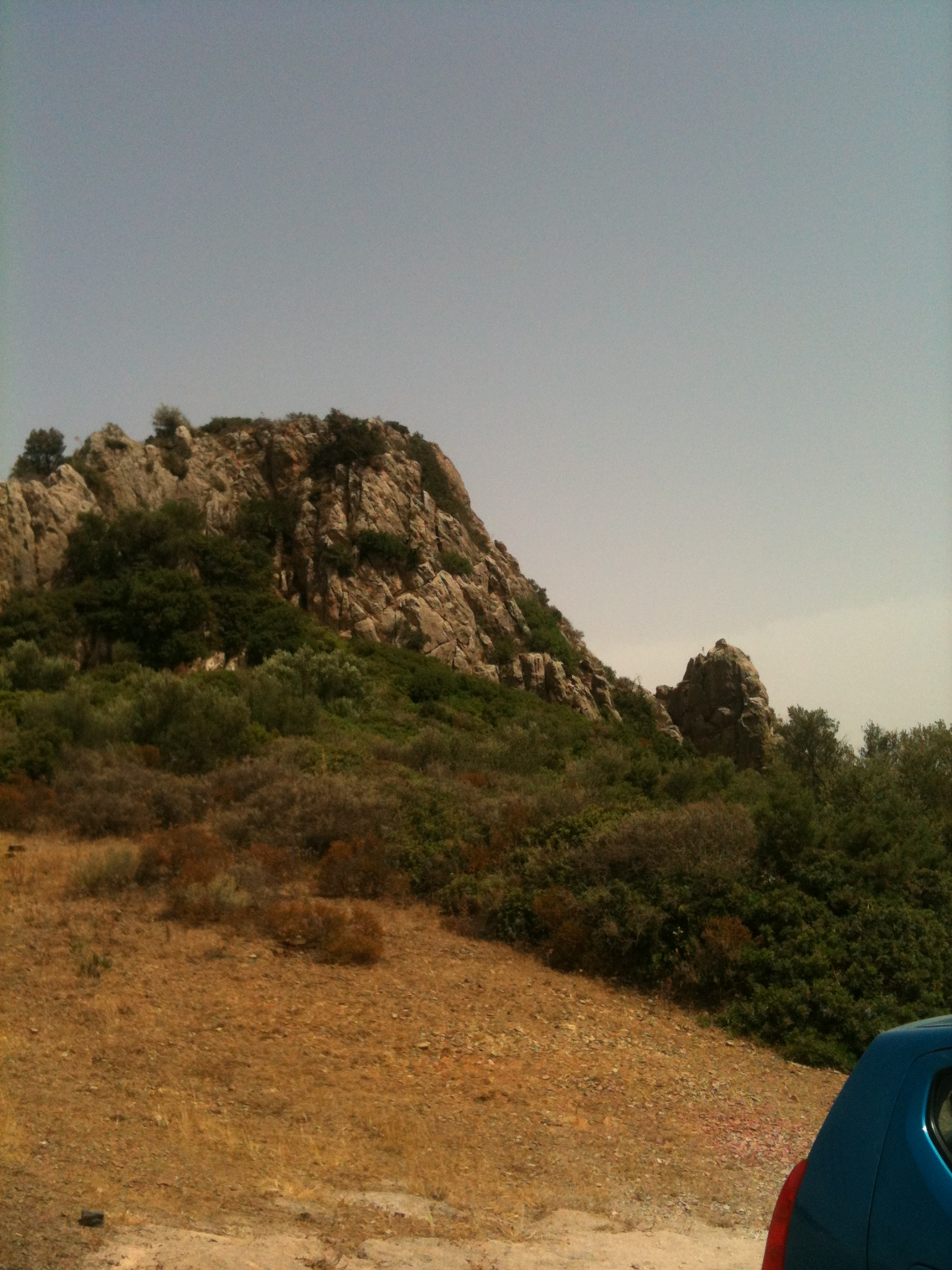
vue générale des monts de Béni Ouarsous

### Végétation
Les forêts occupent une surface importante de la superficie de la commune, soit environ 25 % de la surface globale de la commune. Les principales essences sont le pins, le cyprès, le chêne vert, le chêne-liège, les thuyas, le pin d'Alep, l'arbousier, figue de barbarie, amandiers, oliviers, la garrigue, le genévrier oxycèdre, le palmier nain, l'alfa ou halfa (stipe tenace) qui ont servi pendant longtemps l'industrie artisanale, et diverses autres espèces.
Certaines espèces ont été introduites lors du reboisement des forêts de la région comme l'eucalyptus et les acacias.

### Faune
La faune de la région de Béni Ouarsous présente une diversité considérable, mais l'absence d'études sérieuses dans ce domaine rend difficile d'évaluer le nombre exact des espèces animales.
On peut citer les renards, les loups, les hyènes, les sangliers, les lièvres, des serpents, des lézards, scorpions jaunes, les aigles, les cigognes, les hirondelles, canards, certains oiseaux migrateurs.

### Climat
Le climat est de type méditerranéen, caractérisé par la sécheresse estivale prolongée et l’irrégularité des pluies. Les précipitations sont caractérisées par leur faible fréquence et leur intensité, les cumuls annuels moyens étant compris entre 300 et 500 mm (un peu plus dans certaines montagnes). Il neige rarement sur les altitudes notamment au niveau de chkika et Sidi Sofiane[réf. nécessaire].

## Population

### Démographie
Selon le recensement général de la population et de l'habitat de 2008, la population de la commune de Béni Ouarsous est évaluée à 12 110 habitants contre 11 018 en 1998, la densité est plus de 70 habitants par km2. Le taux d'accroissement annuel moyen est de 1 %. La majorité de la population est concentrée dans le seul centre urbain Bordj Arima qui compte plus de 8 000 habitants, le reste de la population est éparpillée sur des petites localités que sont Sidi Bendiaf, Tizaghen et Boukiou pour les plus importantes.
La population de la commune a connu un solde migratoire négatif important surtout vers les villes voisines (de Remchi et Maghnia) et les métropoles régionales (Oran et Sidi Bel Abbes) ainsi que vers l’étranger essentiellement la France (surtout à Lyon, Saint-Étienne et la région parisienne).

### Localités de la commune
En 1984, la commune de Beni Ouarsous est constituée à partir des localités suivantes :
- Bordj Arima (chef-lieu), 8 000 habitants[réf. nécessaire], anciennement appelée Berkioua, actuellement elle constitue le centre administratif, culturel, et commercial de la commune de Béni Ouarsous.

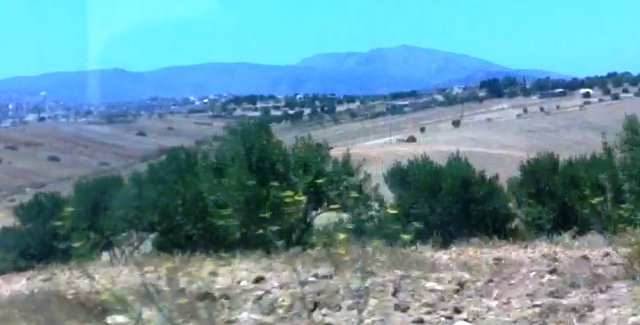
Bordj Arima au pied des monts de Béni Ouarsous

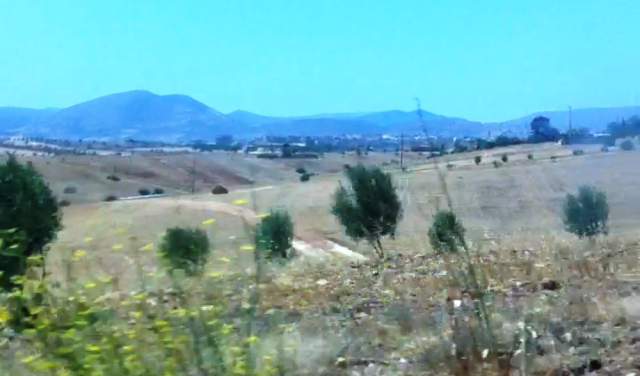
environ de Bordj Arima

- Sidi Bendiaf, deuxième localité de 2 000 habitants[réf. nécessaire].
- Boukiou 900 habitants située sur les rives de Ouad Boukiou, un centre agricole important par sa production des légumeset aussi la production de parpaing et matière de construction .
- Ouled Benaissa
- Ouled Zeddoun
- Ouled Benmostafa Ruita
- Ouled Ouggad
- Ouled Haroun
- Telayla
- Zaghou
- Ouled Hadj Messaoud
- Oued Chiha
- Dahmane
- Tizaghen, 660 habitants[réf. nécessaire]
- Souk Larbaa
- Oued El Hammam
- Bouchakour
- Zenaïna
- Ouled Zekri
- Ouled Daoued
- Ouled Nouali

## Histoire

### Préhistoire et antiquité
La région de Beni Ouarsous est habitée par des populations berbères depuis le néolithique ce dont témoigne la découverte d'os d'antilopes, des poteries, et des haches.
Les Phéniciens ont occupé le site vers 200 av J-C[réf. nécessaire], puis les Romains qui ont construit des campements au sommet des montagnes pour surveiller les navires qui se dirigeaient vers Honaine et Ghazaouet (alors dénommé Ad Fratres).

### Moyen Âge
La région de Béni Ouarsous a participé à la fondation de la dynastie berbère des Almohades comme d'autres tribus des Traras ; elle est restée sous la gouvernance de Nedroma jusqu'à la période ottomane où elle a été rattachée à Tlemcen.

### Période coloniale française et la guerre de libération nationale
Sous l'administration française débutée en 1843, Louis Céleste Hackspill dans son carnet de mémoire en 1856 ainsi que Charles de Mauprix dans l'hebdomadaire Le Tour du monde, en 1889, ont décrit la vie des habitants de la région. Le village de Bordj Arima a joué durant de la période coloniale le rôle d'un point de surveillance de l'armée française, notamment avec le fort d'El Guarita, dans la région de Béni Ouarsous[réf. nécessaire]ou le président Jacques Chirac a servi dans ce régiment comme sous-lieutenant.
Béni Ouarsous a été divisée en deux communes pendant la période coloniale sous le nom de Berkioua et Ouled Deddouche, ces deux communes ont été distraites de la commune mixte de Nemours (Ghazaouet) jusqu'en 1880 où elles sont rattachées à la commune mixte de Remchi, puis à Beni Saf après la suppression de la commune mixte de Remchi en 1956. La commune de Béni Ouarsous a donné 530 martyres pendant la guerre de libération nationale d’Algérie.

### Après l’indépendance
En 1963, les deux communes de Berkioua (actuellement la localité de Bordj Arima) et d'Ouled Deddouche (actuellement la localité de Sidi Bendiaf) ont été réunies en une seule commune de Beni Ouarsous. Cette dernière fait partie de la daïra de Beni Saf jusqu'en 1974 où elle est intégrée à la daïra de Remchi.

## Administration
| Période                                  | Période | Identité        | Étiquette | Qualité |
| ---------------------------------------- | ------- | --------------- | --------- | ------- |
| 2007                                     | 2012    | Belkadi Rabie   |           |         |
| 2012                                     | 2017    | Hassen Bendiaf  | FLN       |         |
| 2017                                     | 2022    | Hassoune khaled | FLN       |         |
| Les données manquantes sont à compléter. |         |                 |           |         |

## Économie
L'économie de la commune repose surtout sur l'agriculture (légumes surtout sous serre, oliviers, amandiers, etc.) ainsi que l'élevage (ovins, bovins, caprins, volailles), et l'apiculture.
L'activité associée au secteur industriel se limite à quelques ateliers de fabrication de parpaings.
Bien que le secteur agricole emploie une très grande partie de la population active, le taux de chômage reste élevé.

## Culture

### Artisanat
La région de Béni Ouarsous est réputée par sa production des jarres et des tapis ainsi que les paniers et autres produits à base de alfa.

### Gastronomie
Les plats les plus connus de cette région sont : le couscous, Tchicha (couscous de l'orge), Halhoul (couscous à base de plantes), les ragouts, etc.

### Fêtes
Les habitants de la commune célèbrent chaque année la fête de Niar ou Yennayer (Nouvel an du calendrier berbère, 12-13 janvier), ainsi que les autres fêtes religieuses comme Awal Muharram, Achouraa, Al-Mawlid An-nabaoui, Aïd El-Fitr (ou Aïd es-Seghir), Aïd El Adha (ou Aïd el-Kebir).

### Vie quotidienne
Elle se caractérise par une routine sévère vu l'absence de lieux de loisir et de cinémas. Seule la maison des jeunes casse cette routine par l'organisation de certains évènements sportifs et culturels.